# 加茂周
加茂 周（かも しゅう、1939年10月29日 - ）は、兵庫県芦屋市出身の元サッカー選手、サッカー指導者。
長兄の加茂豊は毎日放送元社員でゴールキーパーとして1958年アジア大会で日本代表に選出された経験を持ち、弟の加茂建は加茂商事（サッカーショップ加茂を展開、傘下にジャパン・スポーツ・プロモーション、ソル・スポーツマネージメント）の社長である。
なお、1936年ベルリンオリンピックサッカー日本代表の加茂健・加茂正五との血縁関係はない。

## 経歴
関西学院大学卒業後、ヤンマーディーゼルサッカー部（現：セレッソ大阪）での選手生活を経て、1967年に指導者に転じた。1974年に日本人初のプロ契約監督として日産自動車サッカー部（現：横浜F・マリノス）の監督に就任。新興クラブを日本サッカーリーグ1部優勝1回、JSLカップ優勝1回、天皇杯全日本サッカー選手権大会優勝3回の強豪に育てあげた。日産では監督という枠に収まらない、組織づくりや環境整備といったゼネラルマネージャー的な手腕も高い評価を受けた。またウィングだった木村和司をMFとして、MFだったロペスをFWに起用し覚醒させるなど、選手の適材適所を見抜きコンバートさせる眼にも長けていた。1993年度に横浜フリューゲルスで天皇杯に優勝した後、1994年12月から1997年10月までサッカー日本代表監督を務めたが、1998 FIFAワールドカップ・アジア最終予選の途中で更迭された。

## 人物

### 少年時代
男4人兄弟の三男として大阪府豊中市に生まれる。「周」という名前は、生まれる直前に、毎日新聞社が後援する飛行機「ニッポン号」が世界一周を達成したことにちなむ。父の加茂勝雄は毎日新聞の政治部記者だった。勝雄は毎日新聞東京本社編集局次長兼整理部長の1944年に、戦後竹槍事件と呼ばれる新名丈夫の戦局解説記事を最初に閲覧、事件の責任をとって一時期役職を離れることになった。大阪で生まれた後、父の仕事の都合により東京、新聞社追放時には父の実家がある茨城県古河市、復職後は毎日新聞社西部本社がある福岡県門司市（現：北九州市門司区）を転々とし、1949年に兵庫県芦屋市に落ち着く。1951年に父が急逝したため、加茂の母は自宅の一部を下宿屋にして息子たちを育てた。
中学時代までは運動部に所属するなど特定のスポーツに打ち込むことはなく、「運動会では活躍するほうだったが、といって競争で一番になったこともない」少年だったという。

### 選手時代
兵庫県立芦屋高等学校入学後、上級生から薦められるままにサッカー部に入部する。兄の豊はすでに日本代表にも選ばれる有名な学生サッカー選手だったが、周はまだサッカー経験はなかった。芦屋高校ではサッカーに明るい指導者がおらず、生徒たちが自分たちで練習メニューや戦術を考え、遠征の手配を行うような環境だった。
浪人生活を経て、1960年に関西学院大学英文科に入学。入学当初はサッカー部に所属していなかったが、高校時代の2年先輩にあたる李昌碩（関西学院大学を経て、当時は関西学院大学大学院生）に説得され、2年生からサッカー部に入部する。大学では「四年まで、ずっと一軍の最後という感じで、出たり出なかったり」で「ついにレギュラーになることはできなかった」という。
大学を卒業した1964年、関学サッカー部の先輩である安達貞至に誘いを受けて、ヤンマーディーゼルサッカー部（現：セレッソ大阪）に入団。1965年に日本サッカーリーグが発足すると、1966年まで2シーズンのあいだ同リーグでもプレーし、14試合出場1ゴールを記録している。社業では貿易部に勤務していた。

## 指導者時代

### ヤンマーディーゼルコーチ
1967年、ヤンマーディーゼルサッカー部は釜本邦茂を始めとする多くの新人を迎えるのに合わせるようにスタッフ陣も刷新され、それまで主力選手だった鬼武健二が選手兼監督、加茂がコーチ、安達貞至がマネージャーに転じた。加茂は1972年まで鬼武の下でヤンマーディーゼルのコーチを務めた。
1969年、デットマール・クラマーがスクールマスターを務める3ヵ月間におよぶFIFAコーチングスクールを受講する。1970年、配属されていた貿易部が東京に移転したが、加茂は特別に大阪に残され、サッカーだけに専念できる環境が用意された。1972年、ヤンマーは同シーズンのJSL1部で初優勝を飾った。鬼武は同シーズン限りで監督を退いて、加茂を後任に据える構想を持っていたが、加茂は「釜本の存在が大きくなりすぎて、自分の考えるサッカーをこれ以上進めていくのはむずかしいだろう」と判断してヤンマーを離れた。

### 日産自動車
1974年、日本人の指導者として初めてとなるプロ契約監督として日産自動車サッカー部（現：横浜F・マリノス）の監督に就任。クラブを日本サッカーリーグの常勝軍団にし、木村和司、水沼貴史、金田喜稔などが輩出した。日産は1972年に創部されたばかりで、加茂の監督就任当初は神奈川県リーグに所属していたが、1977年にJSL2部、1979年にJSL1部に昇格した。1981年に一度JSL2部に降格したものの、1年で1部に復帰。1983年、1984年と2年連続でJSL1部準優勝、1983年度の天皇杯では優勝した。
1984年、日本代表がロサンゼルスオリンピック予選で敗退したことにより、日本サッカー協会では森孝慈の後任として加茂を代表監督とする話が浮上した。加茂自身も代表監督就任に乗り気で、就任に備えて同年秋ごろまでには日産の総監督という立場に退き、鈴木保が後任に就いた。しかし同年10月の日本サッカー協会の会議によって、一転して森の留任が決まった。
1985年12月に日産の監督に再び就任。就任直後に行われた第65回天皇杯にて、決勝でフジタを下して2回目の優勝を果たす。長谷川健太や元ブラジル代表のオスカーを獲得し、1988-89シーズンはJSL1部、天皇杯、JSLカップの三冠を達成した。リーグ戦ではJSL新記録となる開幕11連勝により全勝で前期を折り返し、カップ戦の勝利を含めると連勝数は21にも及んだ。シーズンが終わると、加茂はオスカーを次の監督に指名し、自身は顧問という役職に転じた。

### 全日空/横浜フリューゲルス
1990年6月に全日空サッカークラブ（1992年からプロクラブ化して横浜フリューゲルス）の顧問に就任、1991-92シーズンから監督に就任した。加茂はコパ・アメリカ1989でのセバスティアン・ラザロニ率いるブラジル代表や当時隆盛を誇ったACミランのような、チーム全体をコンパクトに保ち相手にプレッシャーをかける戦術に大きく影響を受け、全日空でもそのようなサッカーを志向した。この戦術は、スロベニア人コーチのズデンコ・ベルデニックの発案をもとに、加茂が英語風に直した「ゾーンプレス」と名付けられた。ベルデニックは練習プログラムを作成するなど、ゾーンプレスを理論面から支えた。
1994年1月、第73回天皇杯全日本サッカー選手権大会決勝にて、鹿島アントラーズを延長の末に下して優勝に導いた。

### 日本代表
1994年12月1日より11ヵ月の契約期間で日本代表の監督に就任。前任のパウロ・ロベルト・ファルカン時代に「コミュニケーション不足」が問題になったことから、日本人の加茂に白羽の矢が立った。日本代表でも横浜フリューゲルス時代同様に、ゾーンプレスで追い込んで、素早く攻撃に転じるサッカーを浸透させようとした。就任直後の1995年1月にインターコンチネンタル選手権があり、チーム構築の時間的余裕がないこともあり、まず当初はファルカン時代には代表から外されていたラモス瑠偉を始めとした経験豊富なベテラン選手を中心に編成し、その後、徐々に若手選手へと入れ替えていった。
1995年11月の契約満了を前にして、加藤久を委員長とする日本サッカー協会 (JFA) 強化委員会は「加茂続投はベストの選択ではない」と判断し、代わりにヴェルディ川崎（現：東京ヴェルディ）監督のネルシーニョが適任という結論を導いた。加茂も一時は退任を覚悟して横浜F復帰の話が進んでいたが、JFA幹部会の判断により土壇場で加茂の契約延長が決まった。JFA会長の長沼健は会見の席で「これでワールドカップに出場できなかったら、責任を取って私が辞める」とコメントした。
1996年12月のAFCアジアカップ1996では、グループステージを3戦全勝で突破したが、準々決勝でクウェート代表に0-2で敗れた。加茂はこのアジアカップでは優勝に主眼を置かず、テスト的な場と位置づけていたが、クウェート代表戦での弱点を突かれた負け方から、協会内部では加茂に対する不信感が広がる結果になった。
1997年9月に始まった1998 FIFAワールドカップ・アジア最終予選では、初戦のウズベキスタン代表戦に勝利、第2戦アウェイのアラブ首長国連邦代表戦では、オフサイドのポジションに居た小村徳男が井原のゴール間違いなくゴールインというヘディングシュートに触れて押し込み、ノーゴールの判定をされて0-0の引き分けに終わった後、3試合目となったホームの韓国代表戦で1-0とリードした後半、FW呂比須ワグナーに代えてDF秋田豊を投入する策が裏目に出て(ある選手のマークをさせるための秋田投入であったが当該選手はその直前に交代した)1-2の逆転負けを喫した。初戦の格下ウズベキスタン戦で、後半だけでの3失点、2戦目のアウェーUAE戦を勝ちきれなかったなどのミスもあり、メディアやファンの間で加茂批判の声が高まった。続く10月4日のアウェーのカザフスタン代表戦でもタイムアップ直前に失点し痛恨の引き分けとなり、本大会出場が危ぶまれたことから、直後現地で更迭されコーチの岡田武史が監督に昇格した。予選途中での監督解任は、日本代表の歴史上初めてのことだった。

### その後
1999年にアルビレックス新潟のアドバイザーに就任。1999年7月より京都パープルサンガ（現：京都サンガF.C.）の監督に就任した。契約期間は2002年1月末までの2年7ヵ月 だったが、2000年6月に成績不振により監督を解任された。
2001年より尚美学園大学サッカー部総監督、2003年より大阪学院大学サッカー部総監督、2007年より関西学院大学体育会サッカー部の監督を歴任。2009年には関学大を11年ぶりの関西学生リーグ優勝に導いた。2010年より関西学院大学サッカー部の総監督に就任。
また、日本放送協会（NHK）とGAORA（FCバイエルン・ミュンヘンTV）でサッカー解説を担当した。
2017年8月、日本サッカー殿堂入りが発表された。

## 個人成績
| 国内大会個人成績 | 国内大会個人成績 | 国内大会個人成績 | 国内大会個人成績 | 国内大会個人成績 | 国内大会個人成績 | 国内大会個人成績  | 国内大会個人成績  | 国内大会個人成績 | 国内大会個人成績 | 国内大会個人成績 | 国内大会個人成績 |
| 年度             | クラブ           | 背番号           | リーグ           | リーグ戦         | リーグ戦         | リーグ杯          | リーグ杯          | オープン杯       | オープン杯       | 期間通算         | 期間通算         |
| 年度             | クラブ           | 背番号           | リーグ           | 出場             | 得点             | 出場              | 得点              | 出場             | 得点             | 出場             | 得点             |
| 日本             | 日本             | 日本             | 日本             | リーグ戦         | リーグ戦         | -                 | -                 | 天皇杯           | 天皇杯           | 期間通算         | 期間通算         |
| ---------------- | ---------------- | ---------------- | ---------------- | ---------------- | ---------------- | ----------------- | ----------------- | ---------------- | ---------------- | ---------------- | ---------------- |
| 1965             | ヤンマー         |                  | JSL              |                  |                  | -                 | -                 |                  |                  |                  |                  |
| 1966             | ヤンマー         |                  | JSL              |                  |                  | -                 | -                 |                  |                  |                  |                  |
| 1967             | ヤンマー         |                  | JSL              |                  |                  | -                 | -                 |                  |                  |                  |                  |
| 通算             | 日本             | 日本             | JSL              | 14               | 1                | -\|\|\|\|\|\|\|\| | -\|\|\|\|\|\|\|\| |                  |                  |                  |                  |
| 総通算           | 総通算           | 総通算           | 総通算           | 14               | 1                | -\|\|\|\|\|\|\|\| | -\|\|\|\|\|\|\|\| |                  |                  |                  |                  |

## 監督成績
| 年度    | 所属   | クラブ | リーグ戦 | リーグ戦 | リーグ戦 | リーグ戦 | リーグ戦    | リーグ戦 | カップ戦         | カップ戦  |
| 年度    | 所属   | クラブ | 順位     | 試合     | 勝点     | 勝利     | 引分        | 敗戦     | JSL杯/ナビスコ杯 | 天皇杯    |
| ------- | ------ | ------ | -------- | -------- | -------- | -------- | ----------- | -------- | ---------------- | --------- |
| 1979    | JSL1部 | 日産   | 10位     | 18       | 9        | 1        | 2PK勝 1PK敗 | 14       | 1回戦敗退        | 2回戦敗退 |
| 1980    | JSL1部 | 日産   | 10位     | 18       | 6        | 2        | 2           | 14       | ベスト4          | 1回戦敗退 |
| 1981    | JSL2部 | 日産   | 2位      | 18       | 26       | 11       | 4           | 3        | ベスト8          | 2回戦敗退 |
| 1982    | JSL1部 | 日産   | 8位      | 18       | 14       | 5        | 4           | 9        | 2回戦敗退        | 2回戦敗退 |
| 1983    | JSL1部 | 日産   | 2位      | 18       | 25       | 11       | 3           | 4        | 準優勝           | 優勝      |
| 1984    | JSL1部 | 日産   | 2位      | 18       | 25       | 11       | 3           | 4        | 2回戦敗退        | ベスト4   |
| 1985    | JSL1部 | 日産   | 5位      | 10       | 13       | 5        | 3           | 2        | -                | 優勝      |
| 1986-87 | JSL1部 | 日産   | 5位      | 22       | 24       | 10       | 4           | 8        | 準優勝           | ベスト4   |
| 1987-88 | JSL1部 | 日産   | 4位      | 22       | 25       | 10       | 5           | 7        | 2回戦敗退        | ベスト8   |
| 1988-89 | JSL1部 | 日産   | 優勝     | 22       | 46       | 14       | 4           | 4        | 優勝             | 優勝      |
| 1991-92 | JSL1部 | 全日空 | 8位      | 22       | 25       | 6        | 7           | 9        | 2回戦敗退        | 1回戦敗退 |
| 1992    | J      | 横浜F  | -        | -        | -        | -        | -           | -        | 10位             | 2回戦敗退 |
| 1993    | J      | 横浜F  | 6位      | 36       | -        | 16       | -           | 20       | ベスト4          | 優勝      |
| 1994    | J      | 横浜F  | 7位      | 44       | -        | 22       | -           | 22       | ベスト8          | 2回戦敗退 |
| 1999    | J1     | 京都   | 9位      | 15       | 19       | 7        | 0           | 8        | -                | 4回戦敗退 |
| 2000    | J1     | 京都   | 16位     | 15       | 7        | 2        | 1           | 12       | -                | -         |

- 1985年はシーズン途中に就任（順位は最終順位）。
- 1999年は7月に就任 (カッコ内はセカンドステージの数値)。
- 2000年は6月に解任 (順位・数値は解任時)

その他
- 日本代表監督として通算戦績24勝13敗11分、100得点63失点。

## タイトル
日産自動車サッカー部
- 日本サッカーリーグ1部 優勝：1回（1988-89）、準優勝2回（1983、1984）
- 日本サッカーリーグ2部 準優勝：3回（1977、1978、1981）
- 全国社会人サッカー選手権大会 優勝：1回（1976）
- 関東サッカーリーグ 優勝：1回（1976）
- 神奈川県社会人サッカーリーグ 優勝：2回（1974、1975）
- 天皇杯全日本サッカー選手権大会 優勝：3回（1983、1985、1988）
- JSLカップ 優勝：1回（1988）、準優勝：2回（1983、1986）

横浜フリューゲルス
- 天皇杯全日本サッカー選手権大会 優勝：1回（1993）

日本代表
- キリンカップサッカー 優勝：3回（1995、1996、1997）
- ダイナスティカップ 優勝：1回（1995）
- カールスバーグ・カップ 準優勝：1回（1996）

関西学院大学
- 関西学生サッカーリーグ 優勝：1回（2009）[56]